# Шестаков, Виктор Алексеевич
Ви́ктор Алексе́евич Шестако́в (2 [14] марта 1898, Орёл — 21 декабря 1957, Москва) — советский график, живописец, сценограф, педагог. Заслуженный деятель искусств РСФСР (1948).

## Биография
Родился 2 (14) марта 1898 года в Орле . Отец Алексей Алексеевич, был карачевским мещанином, мать — Александра Николаевна, учительница.

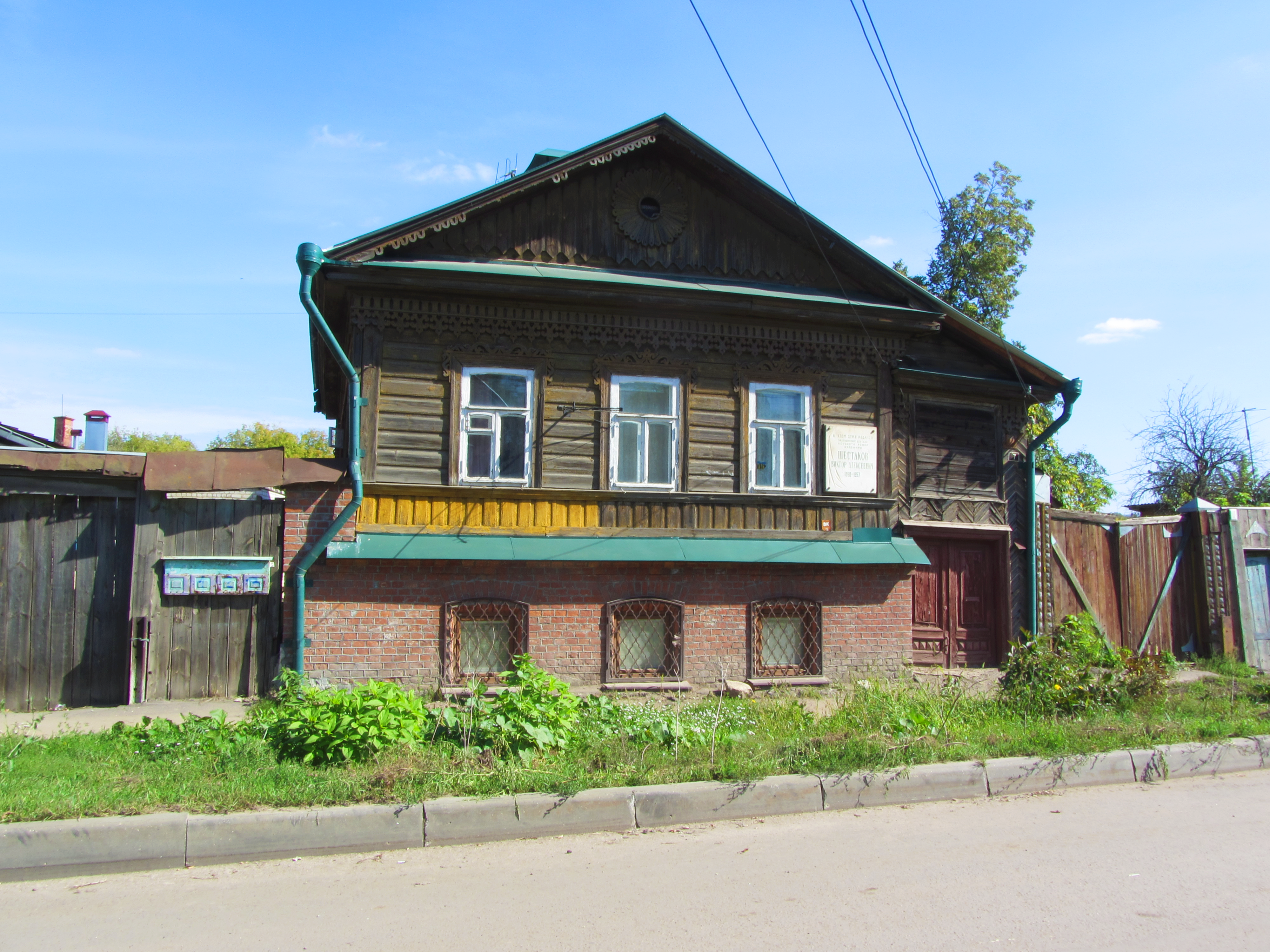
2-я Курская, 7 — дом в Орле, где родился Виктор Шестаков

Во время обучения в Первой Орловской мужской гимназии занимался также в художественной студии Орловского общества любителей изящных искусств и даже участвовал в выставках общества 1914—1915-х годов.
По окончании Орловской мужской гимназии в 1917 году устроился художником в театр «Комедия в Орле», а позднее в Орловский драматический театр.
 Был заведующим художественной секцией «Культпросвет» отдела политического просвещения Орловского окружного комиссариата, где познакомился с Зинаидой Райх — тогда заведующей театрально-кинематографической секцией Орловского окружного военного комиссариата.
В 1917 году поступил на юридический факультет Московского университета. С марта 1918 года посещал Первые Государственные свободные художественные мастерские, а в 1921 году стал студентом живописного отделения ВХУТЕМАСа, где учился до 1924 года, так и не окончив.
В 1922 году Всеволод Мейерхольд пригласил орловского знакомого своей супруги (З. Райх) художником в только что созданный Театр Революции.
С 1927 по 1929 год Шестаков являлся главным художником Театра им. Мейерхольда.
Шестаков известен как конструктивист в театре, автор урбанистических спектаклей: «Человек-масса» (1922), «Озеро Люль» (1923), «Эхо» (1924). В 1923 году был избран председателем группы конструктивистов, был членом «Левого фронта искусств».
В конце 1930-х Виктор Шестаков работал в нескольких московских театрах, в том числе и II- МХАТе. Его декорации отличаются монументальной простотой, отсутствием сложных конструкций, активным введением пейзажа в театральную декорацию, (спектакли «Начало жизни» Л. Первомайского 1936 г., «Васса Железнова» Максима Горького 1937).
С 1946 по 1957 гг. — главный художник Театра им. Ленинского комсомола.

Утверждая вслед за Мейерхольдом принципы конструктивизма, Шестаков строил единые установки, трансформирующиеся с помощью смены деталей, состоящие из станков, площадок, лестниц. Художник стремился найти новое архитектурное решение сценического пространства, освободить сцену от украшательства и иллюстративности. В целом ряде постановок Шестаков вырабатывал новые формы сценического оформления спектакля, которые, несмотря на некоторую рациональность, сухость, открывали перспективы для дальнейшего развития декорационного искусства.
Пройдя через увлечение конструктивизмом Шестаков обращается к многообразию живописных и графических форм. Однако суровая, лаконичная простота остаётся основой стиля художника. «Мишура на сцене — бедность мысли» — таково его кредо.
— М. А. Oстpoвский

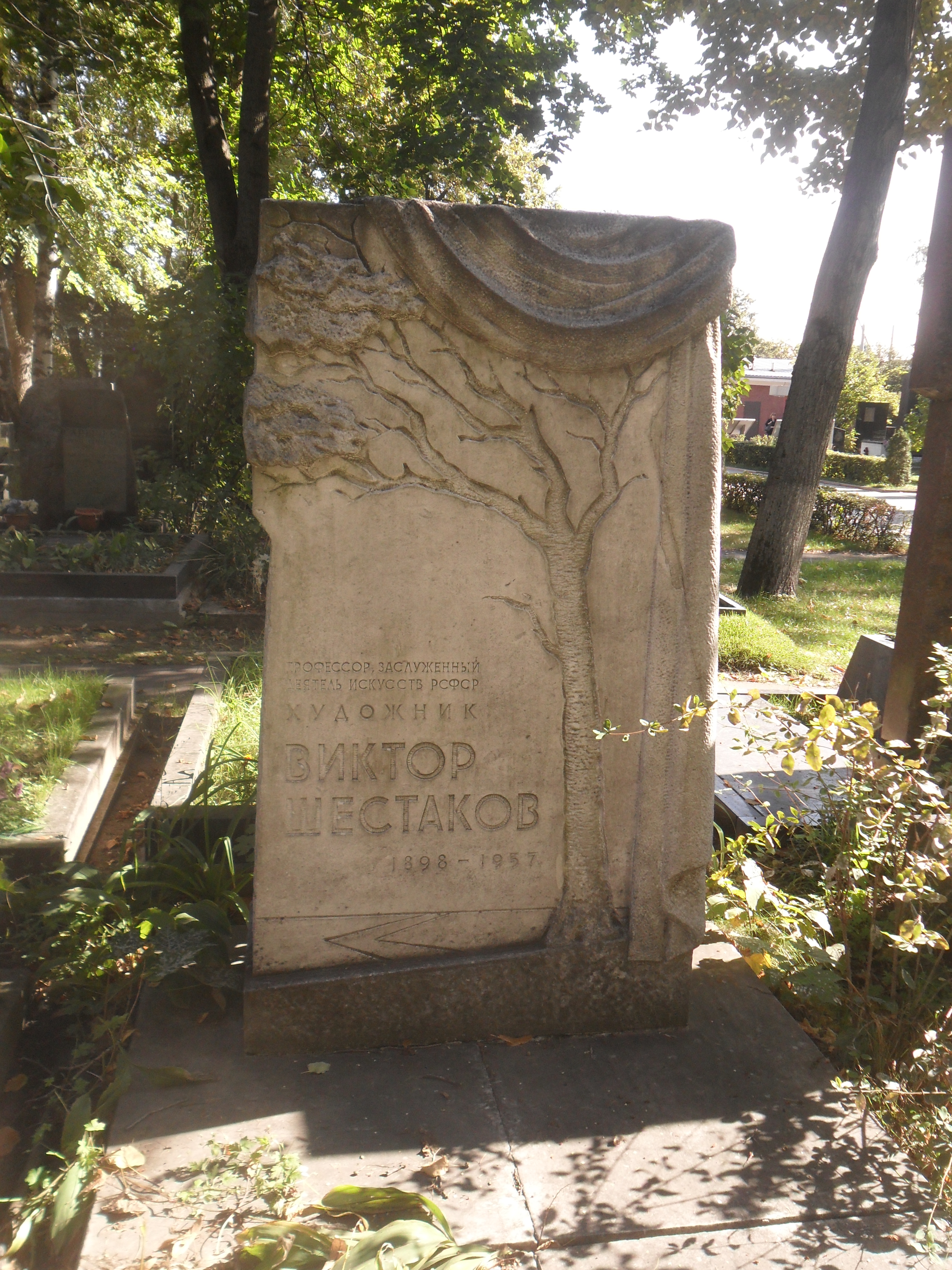
Могила В. А. Шестакова. Новодевичье кладбище

Макеты В. Шестакова принимали участие в Парижской выставке (1925), в разделе «театральное искусство» художнику присудили золотую медаль.
В 1927 году на фабрике Совкино выступил художником игрового кинофильма «Жена» (не сохранился). А в начале 1930-х уже в качестве режиссёра причастен к созданию «Будьте такими» (совместно с Арташесом Ай-Артяном), «Токарь Алексеев» (сохранился не полностью) и «Нельзя ли без меня?».
Главный художник Всесоюзной сельскохозяйственной выставки в 1937 году, где оформил главный павильон.
Многие годы занимался живописью, главным образом писал пейзажи(«Сосны», 1926; «В поле», 1925; «Апрель», 1938; «Дождь», 1946 и др.), но при жизни никогда не выставлялся.
С 1924 года занимался педагогической работой (руководил студией юниоров в Театре Революции). В 1930-е годы преподавал на режиссерском факультете в ГИТИСе, в 1940—50-е гг. руководил театрально-декорационным отделением Училища памяти 1905 года. С начала Великой Отечественной войны под его руководством была организована мастерская из студентов Московского государственного художественного института им. Сурикова, в которой участвовали и многие педагоги. Мастерская выпускала плакаты, листовки, карикатуры, агитационные лозунги.
Умер 21 декабря 1957 года. Похоронен на Новодевичьем кладбище в Москве (5 уч.).
Егоработы находятся в театральном музее имени А. А. Бахрушина в Москве, Картинной галерее в Орле, Центральным Государственном архиве литературы и искусства (ЦГАЛИ).
Семья: жена — Мария Исааковна Бахрак.

## Театральные постановки
- «Алинур» Ю. Бонди, Вс. Мейерхольда по мотивам сказки О. Уайльда «Звёздный мальчик»
- «Васса Железнова» М. Горького
- «Вишневый сад» А. Чехова
- «Воздушный пирог» Б. Ромашова
- «Горе уму» А. Грибоедова
- «Доходное место» А. Островского
- «Жаркое лето» Ф. Кравченко
- «Круг» С. Моэма
- «Лес» А. Островского
- «Мандат» Н. Эрдмана
- «Мужество» В. Кетлинской
- «Начало жизни» Л. Первомайского
- «Озеро Люль» А. Файко
- «Осенние скрипки» И. Сургучёва
- «Отважная Джерен» Л. Черкашиной
- «Полковник Фостер признаёт себя виновным» Р. Вайяна
- «Пятьдесят три обморока» А. Чехова
- «Свадьба Кречинского» А. Сухово-Кобылина
- «Семья» И. Попова
- «Семья Ферелли теряет покой» Л. Хеллман
- «Смерть Пазухина» М. Салтыкова-Щедрина
- «Спартак» В. Волькенштейна
- «Хорошая жизнь» С. Амаглобели
- «Человек-масса» Э. Толлера
- «Эхо» В. Билль-Белоцерковского

## Фильмография
- 1927 — Жена — художник-постановщик (фильм не сохранился)
- 1930 — Будьте такими — режиссёр (совместно с А. Ай-Артяном)
- 1931 — Токарь Алексеев— режиссёр (сохранился не полностью)
- 1932 — Нельзя ли без меня? — сценарист, режиссёр